# Pattinaggio di figura ai VII Giochi asiatici invernali
Le gare di pattinaggio di figura dei VII Giochi asiatici invernali si sono svolte all'Alatau Sports Palace di Astana, in Kazakistan, tra il 3 e il 5 febbraio 2011.

## Calendario
| Uomini |  | Maschile |              | 1 |
| Donne  |  |          | Femminile    | 1 |
| Misto  |  |          | Coppia Danza | 2 |
| Totale |  | 2        | 2            | 4 |

## Podi

### Uomini
| Evento                      |           |         |               |        |           |        |
| Oro                         | Punteggio | Argento | Punteggio     | Bronzo | Punteggio |        |
| Singolo maschile (dettagli) | Denïs Ten | 208,89  | Takahito Mura | 206,88 | Song Nan  | 201,10 |

### Donne
| Evento                       |                 |         |             |        |                |        |
| Oro                          | Punteggio       | Argento | Punteggio   | Bronzo | Punteggio      |        |
| Singolo femminile (dettagli) | Kanako Murakami | 177,04  | Hakura Imai | 167,00 | Kwak Min-Jeong | 147,95 |

### Misto
| Evento                          |                              |         |                                |        |                                          |        |
| Oro                             | Punteggio                    | Argento | Punteggio                      | Bronzo | Punteggio                                |        |
| Pattinaggio a coppie (dettagli) | Cina Jian Tong Qing Pang     | 195,90  | Cina Cong Han Wenjing Sui      | 177,54 | Corea del Nord Ji Hyang Ri Won Hyok Thae | 143,34 |
| Danza su ghiaccio (dettagli)    | Cina Xintong Huang Xun Zheng | 129,75  | Giappone Chris Reed Cathy Reed | 128,28 | Cina Xiaoyang Yu Chen Wang               | 127,50 |

## Medagliere
| Posizione | Paese          | Oro | Argento | Bronzo | Totale |
| --------- | -------------- | --- | ------- | ------ | ------ |
| 1         | Cina           | 2   | 1       | 2      | 5      |
| 2         | Giappone       | 1   | 3       | 0      | 4      |
| 3         | Kazakistan     | 1   | 0       | 0      | 1      |
| 4         | Corea del Nord | 0   | 0       | 1      | 1      |
| 4         | Corea del Sud  | 0   | 0       | 1      | 1      |
| Totale    | Totale         | 4   | 4       | 4      | 12     |